# دوموئیک اسید
دوموئیک اسید (به انگلیسی: Domoic acid) با فرمول شیمیایی C۱۵H۲۱NO۶ یک ترکیب شیمیایی با شناسه پاب‌کم ۵۲۸۲۲۵۳ است. که جرم مولی آن ۳۱۱٫۳۳۰۳ g/mol می‌باشد. 